# Horst Ohligschläger
Horst Ohligschläger (* 16. Juli 1958 in Köln) ist ein deutscher Journalist und seit 2021 CEO und ständiger Vertreter von Roularta Media Deutschland.

## Werdegang
Nach dem Studium der Germanistik, Geschichte, Politikwissenschaften und Journalistik in Köln und Mainz (Abschluss Staatsexamen) volontierte Horst Ohligschläger 1986/1987 bei der Nachrichtenagentur ddp.
Von 1987 und 1997 arbeitete Ohligschläger als Politischer Korrespondent zunächst in Bonn und ab 1989/90 in Berlin. Nach Stationen beim Axel-Springer-Verlag (Berliner Morgenpost) und dem Nachrichtenmagazin Focus leitete er bis Ende 1997 das Berliner Hauptstadtbüro des stern. 1998 wechselte Horst Ohligschläger zur Neuen Mediengesellschaft Ulm mit Sitz in München, wo er als Chefredakteur das Internetmagazin „com!“ übernahm. Von 1999 bis 2001 verantwortete er zusätzlich „Computer & Co“, das Computersupplement der Süddeutschen Zeitung. 2003 wurde er in die Geschäftsleitung der Neuen Mediengesellschaft Ulm berufen.
2005 ging Ohligschläger zur Verlagsgruppe Weltbild und verantwortete dort als Redaktionsdirektor beim Johann Michael Sailer Verlag in Nürnberg sämtliche Kinder- und Jugendzeitschriften. 2006 wurde der Sailer-Verlag für die Überarbeitung der Zeitschriftentitel und seine Neupositionierung als Wissensverlag für Eltern, Kinder und Lehrer mit dem Bayerischen Printmedienpreis ausgezeichnet. 2006 wechselte Ohligschläger als Geschäftsführer der Zeitschriften-Beteiligungen in die Weltbild-Zentrale nach Augsburg. Mit Übernahme der Zeitschriften der Verlagsgruppe Weltbild durch den französischen Verlag Bayard Presse und die belgische Roularta Media Group ging Ohligschläger 2008 zur neu geschaffenen Bayard Mediengruppe Deutschland.
Diese wurde im März 2021 aufgelöst, Nachfolger der Bayard Media GmbH & Co KG ist der Verlag Roularta Media Deutschland, der als deutsche Zweigniederlassung der Roularta Media Group N.V. am Standort Augsburg mit demselben Team das Verlagsangebot der Bayard Media GmbH & Co KG fortführt. Horst Ohligschläger ist CEO und ständiger Vertreter von Roularta Media Deutschland.

## Auszeichnungen
- Bayerischer Printmedienpreis 2006 für die Neupositionierung der Kinder- und Jugendzeitschriften des Johann Michael Sailer Verlags

## Organisationen
- 1. Vorsitzender des Medienverbands der Freien Presse (MVFP) Bayern[2]
- Mitglied im Ethik-Beirat der Pax-Bank, Köln